# زنبور گرده
زنبورهای گرده، زنبورهای نامعمولی هستند که به عنوان زیرخانوادۀ زنبوریان گرده (به لاتین: Masarinae) از خانوادۀ زنبوران در نظر گرفته می‌شوند، اما در گذشته گاهی به عنوان یک خانواده جداگانه به نام "Masaridae" شناخته می‌شدند که شامل زیرخانواده‌های Euparagiinae و Gayellinae می‌شد. این یک زیرخانواده کوچک است که در میان زنبورها منحصر به‌فرد است که لاروهای خود را تنها با گرده و شهد تغذیه می‌کند، به روشی کاملاً شبیه به بسیاری از زنبورهای عسل منفرد. بیشتر گونه‌ها سیاه یا قهوه‌ای هستند که با الگوهای متضاد زرد، سفید یا قرمز (یا ترکیبی از آن‌ها) مشخص شده‌اند. آن‌ها بیشترین تنوع و فراوانی را در نواحی بیابانی جنوب آفریقا دارند، اما در بیابان‌های آمریکای شمالی و جنوبی نیز وجود دارند. برخی از گونه‌های Pseudomasaris در کالیفرنیا، مانند Pseudomasaris vespoides، شباهت قابل‌توجهی به زنبورهای زردجامه دارند، اما می‌توان آن‌ها را با آنتن‌های به شدت چاق‌شان که یکی از ویژگی‌های این زیرخانواده است، شناسایی کرد. نرها آنتن‌های بسیار کشیده‌ای دارند، اما همچنان به یک چماق قوی ختم می‌شوند.
آنها گرده را در چینه‌دان خود حمل می‌کنند و هنگام تهیه سلول‌های لانه، آن را همراه با شهد پس می‌زنند و قبل از مهر و موم کردن سلول، تخم‌های خود را در توده سوپ‌دار می‌گذارند. لانه‌ها اغلب از گل یا لانه‌هایی در زمین ساخته شده‌اند و این لانه‌ها می‌توانند یک تا چندین سلول جداگانه داشته باشند. لانه‌ها معمولاً در مکان‌های مخفی مانند زیر صخره‌ها یا در شکاف‌ها قرار دارند.